# Harold Prince
Harold Prince, Hal Prince o Harold Smith Prince, pseudonimo di Harold Smith Jr. (Manhattan, 30 gennaio 1928 – Reykjavík, 31 luglio 2019), è stato un produttore teatrale e regista teatrale statunitense, famoso per le produzioni e direzioni di musical di successo a Broadway.
Con i suoi ventuno Tony Award, è l'artista che ha ricevuto più volte questo premio.

## Biografia
Studiò all'Università della Pennsylvania dove si diplomò all'età di 19 anni: l'anno successivo, nella sua città natale, lavorò come assistente in teatro per George Abbott, che lo introdusse così nel mestiere.
Dai primi anni cinquanta iniziò una proficua collaborazione con il produttore Robert Griffith, in coppia con il quale produsse numerosi musical tra cui West Side Story nel 1957. Degli anni settanta è il sodalizio artistico con il compositore Stephen Sondheim, con il quale produsse musical come Sweeney Todd (del quale fu anche regista). Fu, tra l'altro, il regista di due celebri musical, Evita e Il fantasma dell'Opera, entrambi di Andrew Lloyd Webber.
È morto all'età di novantun anni a Reykjavík dopo una breve malattia.

## Teatrografia parziale
- Tickets, Please! (1950) - stage manager
- Call Me Madam (1950) - stage manager
- Wonderful Town (1953) - stage manager
- The Pajama Game (1954) - co-produttore
- Damn Yankees (1955) - co-produttore
- New Girl in Town (1957) - co-produttore
- West Side Story (1957) - co-produttore
- Fiorello! (1959) - co-produttore
- West Side Story (1960) - co-produttore
- Tenderloin (1960) - co-produttore
- A Call on Kuprin (1961) - produttore
- Take Her, She's Mine (1961) - produttore
- A Family Affair (1962) - regista
- A Funny Thing Happened on the Way to the Forum (1962) - produttore
- She Loves Me (1963) - produttore, regista
- Fiddler on the Roof (1964) - produttore
- Baker Street (1964) - regista
- Flora, The Red Menace (1965) - produttore
- It's a Bird...It's a Plane...It's Superman (1966) - produttore, regista
- Cabaret (1966) - produttore, regista
- Zorba (1968) - produttore, regista
- Company (1970) - produttore, regista
- Follies (1971) - produttore, regista
- The Great God Brown (1972) - direttore artistico
- Don Juan (1972) - direttore artistica
- A Little Night Music (1973) - regista, produttore
- Sondheim: A Musical Tribute (1973) - oratore
- La visita della vecchia signora (1973) - regista
- Chemin de Fer (1973) - artistic regista
- Holiday (1973) - artistic regista
- Candide (1974) - produttore, regista
- Love for Love (1974) - regista
- The Member of the Wedding (1975) - direttore artistico
- The Rules of the Game (1974) - direttore artistico
- Pacific Overtures (1976) - produttore, regista
- Side by Side by Sondheim (1977) - produttore
- Some of My Best Friends (1977) - regista
- On the Twentieth Century (1978) - regista
- Sweeney Todd (1979) - regista
- Evita (1979) - regista
- Merrily We Roll Along (1981) - regista
- Willie Stark (1981) - regista
- A Doll's Life (1982) - produttore, regista
- Play Memory (1984) - regista
- Diamonds (1984) - Regista
- Grind (1985) - produttore, regista
- The Phantom of the Opera (1986) - regista
- Roza (1987) - regista
- Cabaret (1987) - regista
- Grandchild Of Kings (1992) - regista e adattatore
- Kiss of the Spider Woman (1993) - regista
- Show Boat (1994) - regista
- The Petrified Prince (1994) - regista
- Whistle Down the Wind (1996)
- Candide (1997) - regista
- Parade (1998) - regista
- 3hree (2000) - regista
- Hollywood Arms (2002) - produttore, regista
- Bounce (2003) - regista
- LoveMusik (2007) - regista
- Prince of Broadway (2015) - regista

## Cinema
- Something for Everyone (1970)
- Gigi (A Little Night Music) (1978)